# Vajda Júlia (festő)

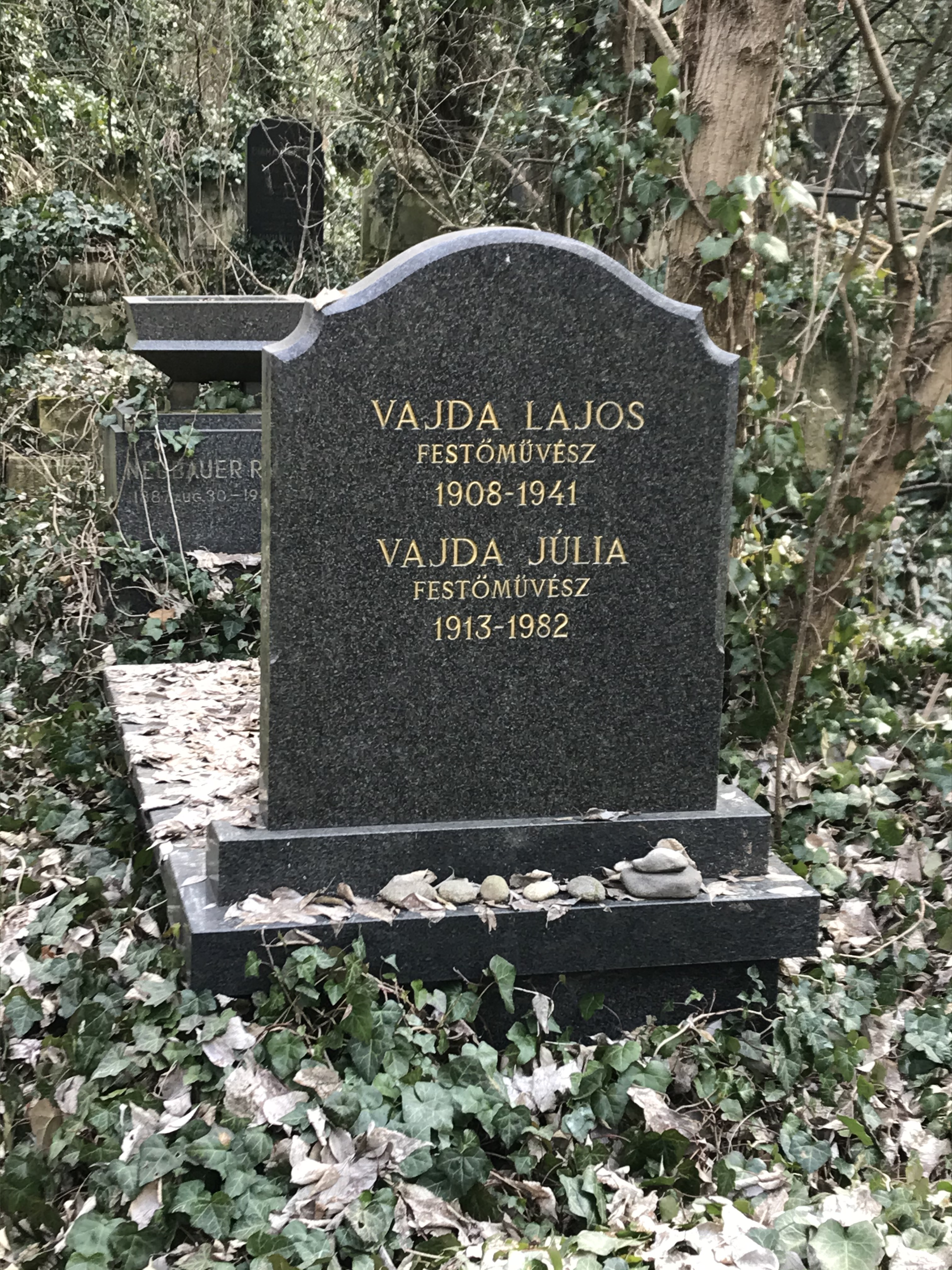
Sírja a Kozma utcai izraelita temetőben (17C-4-17)

Vajda Júlia, Richter Júlia (Trencsén, 1913. szeptember 10. – Budakeszi, 1982. május 1.) magyar festőművész, grafikus.

## Pályafutása
Richter Jenő gabonakereskedő és Lax Olga (1884–1955) zsidó családból származó leányuk. 1935 és 1939 között az Iparművészeti Iskolában és Aba-Novák Vilmos szabadiskolájában tanult. 1946-tól 1948-ig tagja volt az Európai Iskolának. 1961 és 1963 között Párizsban élt. 1935-ben ismerkedett meg későbbi első férjével, Vajda Lajossal, amikor Pozsonyból Magyarországra települt. Ekkoriban olyan gyengéden lírai pasztelleket készített, melyek hangsúlyozták a szerkezetet, művei elsősorban önarcképek és csendéletek voltak. 1946-tól második férjével, Jakovits Józseffel közösen állított ki az Európai Iskola és az Elvont művészek magyarországi csoportjának tárlatain. Művei szürrealista enigmatikus bibliai parafrázisok és karcsú, táncoló kromoszómaformák voltak. 1948-ban megfestette Szentendrét, ebben az évben rendezte első önálló kiállítását is. A fordulat évét követően kiszorult a művészeti nyilvánosságból és kevesebb műve született. 1956–57-ben a svédországi Lundban dolgozott, ahol növényi hajszálcsövekre, kapillárisokra emlékeztető rajzokat és finom ívelésű formákat, valamint ritmizáló lírai absztrakt képeket készített. Az 1960-as évek elején finom belső térképeket és zenei hatású, ritmikus tagolású krétarajzokat alkotott, majd az 1960-as évek végén már egyre inkább a tiszta színsíkok harmóniájával és ritmikájával foglalkozott ún. piros képein, később lépcsős, koporsós és körös műveiben a perspektíva csapdahelyzeteit, valamint a hideg-meleg színskála egymásra történő hatását ábrázolta. 
Jellegzetes művei: Kompozíció III. (1960); Szárnyas figura (1960); Körök és négyszögek (1977); Vörös kép (1974); Lépcsők (1974-79).
Sírhelye a Kozma utcai izraelita temetőben található (17C-4-17)

## Egyéni kiállítások
- 1948 • Európai Iskola, Budapest [Jakovits Józseffel] (kat.)
- 1960 • Mészöly Miklós-Polcz Alaine lakása, Budapest (műteremkiállítás)
- 1973 • Balatonboglári kápolnatárlatok, Balatonboglár • Petőfi Sándor Művelődési Központ, Esztergom
- 1974 • Szent István Király Múzeum, Székesfehérvár
- 1976 • Helikon Galéria, Budapest • Bercsényi Klub, Budapest • Jókai Művelődési Ház, Budaörs
- 1981 • Műcsarnok, Budapest (kat.)
- 1982 • Uitz Terem, Dunaújváros
- 1995 • Kassák Lajos Múzeum, Budapest (kat.)
- 1996 • Erdész Galéria [Vajda Lajossal], Szentendre
- 2000 • Kollázsok, Vintage Galéria, Budapest
- 2004 • Erdész Galéria, Szentendre.

## Válogatott csoportos kiállítások
- 1945 • SZDP Képzőművészeinek Társasága és meghívott művészek kiállítása, Ernst Múzeum, Budapest
- 1946 • Magyar Képzőművészetért I. kiállítás, Ernst Múzeum, Budapest
- 1947 • Elvont művészet II. csoportkiállítása, Képzőművészek Szabadszervezete • II. Szabad Nemzeti Kiállítás, Fővárosi Képtár, Budapest • Képzőművészetünk a felszabadulás óta, Fővárosi Képtár, Budapest • Magyar művészhetek, Ernst Múzeum, Budapest
- 1948 • A magyar képzőművészet újabb irányai, Nemzeti Szalon, Budapest
- 1957 • Tavaszi Tárlat, Műcsarnok, Budapest
- 1962 • Modern Építészet-Modern Képzőművészet, Mérnöki Továbbképző Intézet
- 1965 • II. Nemzetközi képzőművészeti kiállítás, Zielona Gora (PL)
- 1966 • A magyar fotóművészet 125 éve, Magyar Nemzeti Galéria, Budapest • Szentendrei festők kiállítása, Balassa Bálint Múzeum, Esztergom
- 1968 • A szentendrei festészet 40 éve, Ferenczy Múzeum, Szentendre
- 1970 • Szentendrei művészek az árvízkárosultakért, Ferenczy Múzeum, Szentendre • Szentendrei művészet, Csók Képtár, Székesfehérvár
- 1971 • Új művek, Műcsarnok, Budapest
- 1972 • Hungarian Art, Indiana University, Bloomington (USA)
- 1973 • Európai Iskola. A huszadik század magyar művészete, Csók Képtár, Székesfehérvár
- 1977 • Expozíció, Hatvany Lajos Múzeum, Hatvan
- 1979 • Arte ungherese contemporanea, Palazzo Reale, Milánó
- 1983 • Rottenbiller utca 1., Forradalmi Múzeum, Szombathely
- 1991 • Az Európai Iskola szentendrei mesterei, Vajda Lajos Múzeum, Szentendre.

## Művek közgyűjteményekben
- Fővárosi Képtár, Budapest
- Szent István Király Múzeum, Székesfehérvár
- Janus Pannonius Múzeum, Pécs
- Magyar Nemzeti Galéria, Budapest

## Képek angol címmel

Júlia Vajda Phantom, 1948, oil, canvas, 50 × 38.5 cm
Júlia Vajda It is Finished, 1948, oil, canvas, 59 x 69.5 cm
Júlia Vajda Green Staircase, 1976, oil, wooden plate, 71 x 33 cm
Júlia Vajda Untitled, 1948, tempera, cardboard, 23 x 17.3 cm
Júlia Vajda Double Contour, 1967, chalk, paper, 44 x 61.5 cm
Júlia Vajda Dots, Lines III, 1963, gouache, paper, 43 x 61 cm
Júlia Vajda Dots, Lines IV, 1963, gouache, paper, 43 x 61 cm
Júlia Vajda Red Image IV, 1975, plastic, canvas, 55 x 60 cm
Júlia Vajda The Town of Szentendre, 1948, oil, canvas, 50 x 42 cm
Júlia Vajda Division into Five, 1964, coal, paper, 49 x 63 cm
Júlia Vajda Winged Figure, 1960, charcoal, chalk, paper, 62.5 x 49 cm
Júlia Vajda Tubular in Red, 1964, oil, cardboard, 60.5 x 71.2 cm
Júlia Vajda Last Supper II, 1948, pencil, tempera, paper, 14.8 x 19 cm
Júlia Vajda Last Supper I, 1948, oil, pencil, cardboard, 19.7 x 20 cm

## Képek magyar címmel

Vajda  Júlia Lidérc, 1948, olaj, vászon, 50 × 38,5 cm
Vajda  Júlia Elvégeztetett, 1948, olaj, vászon, 59 x 69,5 cm
Vajda  Júlia Zöld lépcső, 1976, olaj, farost, 71 x 33 cm
Vajda  Júlia Cím nélkül, 1948, tempera, karton, 23 x 17,3 cm
Vajda  Júlia Dupla kontúrral, 1967, kréta, papír, 44 x 61,5 cm
Vajda  Júlia Pontok, vonalak III, 1963, gouache, papír, 43 x 61 cm
Vajda  Júlia Pontok, vonalak IV, 1963, gouache, papír, 43 x 61 cm
Vajda  Júlia: Vörös kép IV,  1975, műanyag, vászon, 55 x 60 cm
Vajda Júlia Szentendre, 1948, olaj, vászon, 50 x 42 cm
Vajda  Júlia Ötös tagolás, 1964, szén, papír, 49 x 63 cm
Vajda  Júlia Szárnyas figura, 1960, szén, kréta, papír, 62,5 x 49 cm
Vajda  Júlia Csöves pirossal, 1964, olaj, karton, 60,5 x 71,2 cm
Vajda  Júlia Utolsó vacsora II, 1948, ceruza, tempera, papír,   14,8 x 19 cm
Vajda  Júlia Utolsó vacsora I, 1948, olaj, ceruza, karton, 19,7 x 20 cm